# A Collection of Metal
A Collection of Metal – siódmy album kompilacyjny heavymetalowego zespołu Saxon wydany 27 września 1996 roku przez wytwórnię EMI Gold.

## Lista utworów
1. „747 (Strangers in the Night)” – 3:45
2. „Rock n' Roll Gypsy” – 4:12
3. „And the Bands Played On” – 2:48
4. „Back on the Streets” – 4:00
5. „Ride like the Wind” (cover Christophera Crossa) – 4:22
6. „Big Teaser” – 4:08
7. „I Can't Wait Anymore (remix)” – 4:35
8. „Broken Heroes (live)” – 6:05
9. „Raise Some Hell” – 3:43
10. „Denim and Leather” – 5:27
11. „Rock the Nations” – 4:41
12. „Motorcycle Man” – 3:58
13. „Everybody Up” – 3:30
14. „Rock City” – 3:16
15. „Set Me Free” (cover Sweet) – 3:13
16. „Play It Loud” – 4:11